# Róża Ostrowska

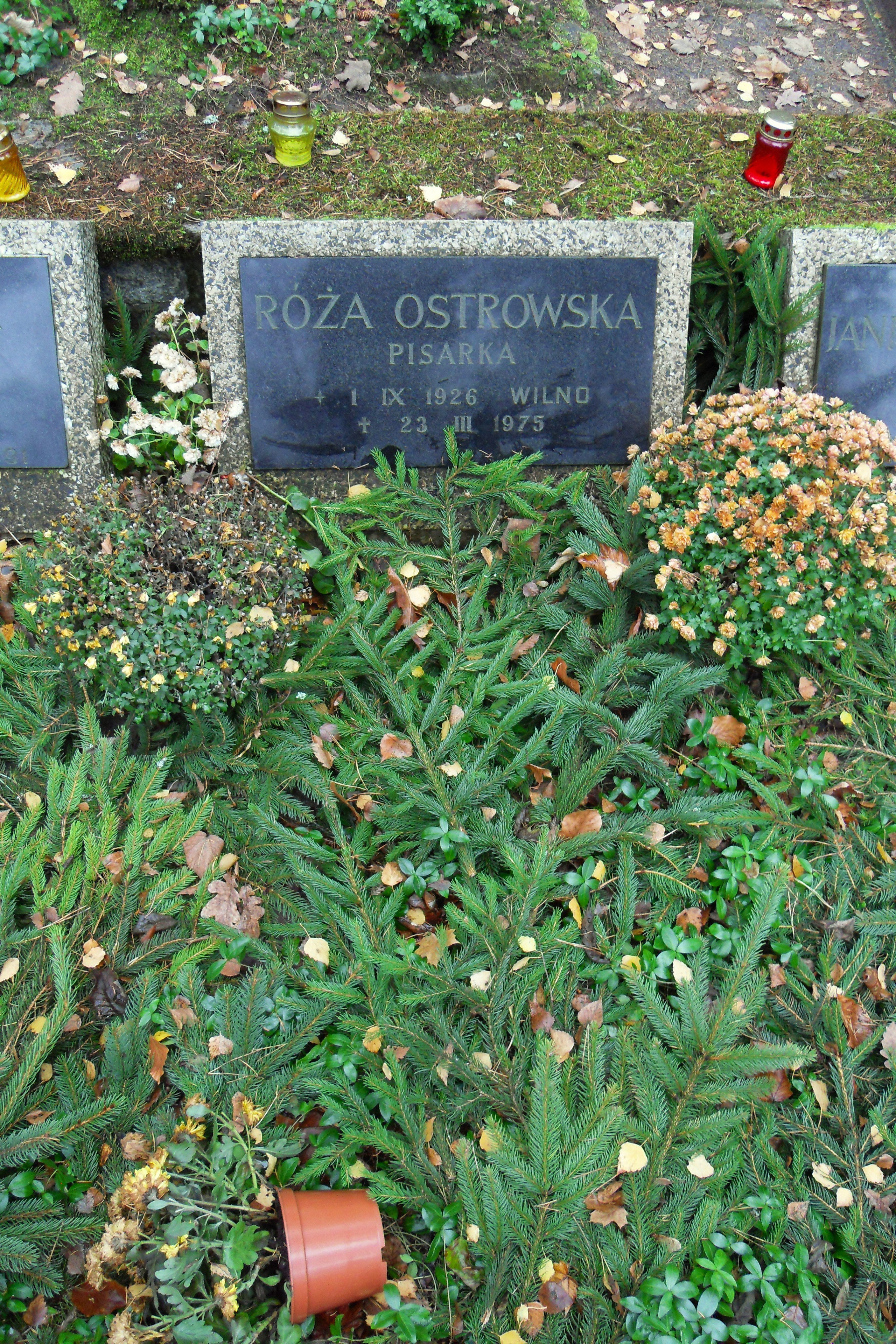
Grób na gdańskim Cmentarzu Srebrzysko

Róża Ostrowska (ur. 1 września 1926 w Wilnie, zm. 23 marca 1975 w Gdańsku) – polska pisarka, aktorka oraz scenarzystka teatralna.

## Życiorys
W latach 1950–1955 pracowała w gdańskiej rozgłośni Polskiego Radia na stanowisku redaktora, a następnie kierownika redakcji literackiej. W latach 1962–1969 piastowała stanowisko kierownika literackiego w Teatrze Wybrzeże. Publikowała artykuły w tygodniku „Ziemia i Morze” oraz, jako recenzent teatralny, w dwutygodniku „Pomorze” i „Dialog”.
W marcu 1968 wraz z Lechem Bądkowskim była autorką otwartego listu, w którym protestowała przeciw wydarzeniom marcowym, za co została zwolniona z teatru. W 1969 roku została laureatką Medalu Stolema
Jej imieniem nazwano ulicę w rodzinnym Gdańsku-Wrzeszczu, a w Teatrze Wybrzeże znajduje się tablica pamiątkowa. Została pochowana w grobie rodzinnym na cmentarzu Srebrzysko (rejon IX, taras IV wojskowy-2-4).

## Publikacje
- Premiera, Iskry 1956
- Wyspa, Wyd. Morskie 1961[8]
- Bedeker kaszubski współautor Izabela Trojanowska, Wyd. Morskie 1962, 1974, 1978[9] .
- Mój czas osobny (niedokończona książka wydana po śmierci autorki), @yd. Morskie 1977.

oraz
- Itka Fejgus, 1948 – opowiadania nagrodzone w konkursie radiowym[10]